# 藤原紀香と辿る〜赤十字とソルフェリーノの戦い
『藤原紀香と辿る〜赤十字とソルフェリーの戦い』（ふじわらのりかとたどる せきじゅうじとソルフェリーのたたかい）はケーブルテレビ、ナショナルジオグラフィックチャンネル制作の紀行ドキュメンタリー番組。2012年12月15日（土）20:00 - 同チャンネルにて放映された。再放送は2013年1月19日（土）20:00 -  ほか。

## 番組概要
- 赤十字広報特使をつとめる藤原紀香が赤十字ゆかりの地イタリア・ソルフェリーノを訪問。創設者アンリ・デュナンがソルフェリーノを訪問した際に経験した戦争の悲惨さや当時の状況を顧みながら、赤十字社が発足した歴史を語る。
- 本番組は、日本制作番組として、ナショナルジオグラフィック協会に初めて公認を受けた番組となる。

## キャスト・スタッフ
- ナビゲーター／ナレーション：藤原紀香
- 監督／プロデューサー：許樹人
- 撮影：山本大輔
- 録音：マイケル・オルセン
- 編集：平田竜馬（蔦吉）
- 音楽：野田眞如（diorama)
- コーディネーション：坂井利帆、柏木結